# إديث مبونجا
إديث مبونجا مواليد 31 أكتوبر 1991، هي لاعبة كرة يد أنغولية تلعب كمحور. مثلت منتخب أنغولا لكرة اليد للسيدات.

## سجل المنافسة
شاركت في البطولات التالية:
- الألعاب الأولمبية الصيفية 2012

## روابط خارجية
- إديث مبونجا على موقع الاتحاد الدولي لكرة اليد (الإنجليزية)
- إديث مبونجا على موقع أوليمبيديا (الإنجليزية)